# Alberto Undiano Mallenco
Alberto Undiano Mallenco (Navarra, Ansoain, 1973. október 8.–) spanyol nemzetközi labdarúgó-játékvezető. Polgári foglalkozása szociológus, igazgatóhelyettes.

## Pályafutása

### Nemzeti játékvezetés
Játékvezetésből 1989-ben Pamplonában vizsgázott. Vizsgáját követően a Navarrai Labdarúgó-szövetsége által üzemeltetett labdarúgó bajnokságokban kezdte sportszolgálatát. A Spanyol Labdarúgó-szövetség (RFEF) Játékvezető Bizottságának (JB) minősítésével 1994-től a Segunda División B, 1996–2000 között a Liga Adelante, 2000-től a Primera División játékvezetője. Küldési gyakorlat szerint rendszeres 4. bírói szolgálatot is végzett. Primera División mérkőzéseinek száma: 273 (2015).
| Időpont              | Helyszín                           | Mérkőzés típusa        | Mérkőzés                   | Eredmény |
| -------------------- | ---------------------------------- | ---------------------- | -------------------------- | -------- |
| 2000. szeptember 10. | Nuevo Estadio Los Pajaritos, Soria | első I. Ligás mérkőzés | CD Numancia–Real Oviedo CF | 1 – 0    |

#### Nemzeti kupamérkőzések
Vezetett kupadöntők száma: 5.

##### Spanyol labdarúgókupa
| Időpont           | Helyszín                         | Mérkőzés típusa | Mérkőzés                    | Eredmény | Nézők száma |
| ----------------- | -------------------------------- | --------------- | --------------------------- | -------- | ----------- |
| 2008. április 16. | Vicente Calderón Stadion, Madrid | döntő           | Getafe CF–Valencia CF       | 3 – 1    | 54 000      |
| 2011. április 20. | Estadio Mestalla, Valencia       | döntő           | FC Barcelona–Real Madrid CF | 0 – 1    | 55 000      |

##### Spanyol labdarúgó-szuperkupa
| Időpont             | Helyszín                          | Mérkőzés típusa     | Mérkőzés                         | Eredmény | Nézők száma |
| ------------------- | --------------------------------- | ------------------- | -------------------------------- | -------- | ----------- |
| 2005. augusztus 20. | Camp Nou, Barcelona               | döntő 2. mérkőzés   | FC Barcelona–Real Betis Balompié | 1 – 2    | 48 000      |
| 2007. augusztus 19. | Santiago Bernabéu stadion, Madrid | döntő 2. mérkőzés   | Real Madrid CF–Sevilla FC        | 3 – 5    | 69 000      |
| 2013. augusztus 21. | Vicente Calderón Stadion, Madrid  | döntő első mérkőzés | Atlético de Madrid–FC Barcelona  | 1 – 1    | 54 851      |

### Nemzetközi játékvezetés
A Spanyol labdarúgó-szövetség JB terjesztette fel nemzetközi játékvezetőnek, a Nemzetközi Labdarúgó-szövetség (FIFA) 2004-től tartja nyilván bírói keretében. A FIFA JB központi nyelvei közül a spanyolt és az angolt beszéli. UEFA JB besorolás szerint elit kategóriás bíró. Több nemzetek közötti válogatott, valamint Intertotó-kupa, UEFA-kupa, Európa-liga és UEFA-bajnokok ligája klubmérkőzést vezetett, vagy működő társának 4. bíróként segített. A spanyol nemzetközi játékvezetők rangsorában, a világbajnokság-Európa-bajnokság sorrendjében többedmagával a 2. helyet foglalja el 18 találkozó szolgálatával. Szaúd-arábiai labdarúgó-szövetség meghívására a I Liga bajnoki mérkőzésein több alkalommal vendégeskedett. Válogatott mérkőzéseinek száma: 26 (2015. október 10.).

#### Labdarúgó-világbajnokság
A 2007-es U20-as labdarúgó-világbajnokságon, a 2009-es U20-as labdarúgó-világbajnokság és a 2013-as U20-as labdarúgó-világbajnokságon a FIFA JB mérkőzésvezetőként alkalmazta.

##### 2007-es U20-as labdarúgó-világbajnokság
| Időpont          | Helyszín                    | Mérkőzés típusa              | Mérkőzés                                                              | Eredmény | Nézők száma |
| ---------------- | --------------------------- | ---------------------------- | --------------------------------------------------------------------- | -------- | ----------- |
| 2007. július 1.  | Nemzeti Stadion, Toronto    | csoportmérkőzés (A. csoport) | Kanada–Chile                                                          | 0 – 3    | 20 195      |
| 2007. július 3.  | Frank Clair Stadion, Ottawa | csoportmérkőzés (E. csoport) | Csehország–Észak-Korea                                                | 2 – 2    | 22 200      |
| 2007. július 6.  | Frank Clair Stadion, Ottawa | csoportmérkőzés (D. csoport) | Brazília–Egyesült Államok                                             | 1 – 2    | 26 559      |
| 2007. július 15. | Frank Clair Stadion, Ottawa | egyik negyeddöntő            | Argentína–Mexikó                                                      | 1 – 0    | 26 559      |
| 2007. július 22. | Nemzeti Stadion, Toronto    | döntő                        | Cseh U20-as labdarúgó-válogatott–Argentin U20-as labdarúgó-válogatott | 1 – 2    | 19 526      |

##### 2009-es U20-as labdarúgó-világbajnokság
| Időpont              | Helyszín                     | Mérkőzés típusa              | Mérkőzés                                                            | Eredmény | Nézők száma |
| -------------------- | ---------------------------- | ---------------------------- | ------------------------------------------------------------------- | -------- | ----------- |
| 2009. szeptember 26. | Városi Stadion, Iszmailia    | csoportmérkőzés (D. csoport) | Ghána–Üzbegisztán                                                   | 2 – 1    | 12 500      |
| 2009. szeptember 30. | Központi Stadion, Port Szaíd | csoportmérkőzés (E. csoport) | Cseh U20-as labdarúgó-válogatott–Brazil U20-as labdarúgó-válogatott | 0 – 0    | 17 200      |
| 2009. október 13.    | Nemzetközi Stadion, Kairó    | egyik elődöntő               | Brazil U20-as labdarúgó-válogatott–Costa Rica                       | 1 – 0    | 39 812      |

##### 2013-as U20-as labdarúgó-világbajnokság
| Időpont          | Helyszín                      | Mérkőzés típusa              | Mérkőzés                  | Eredmény | Nézők száma |
| ---------------- | ----------------------------- | ---------------------------- | ------------------------- | -------- | ----------- |
| 2013. június 26. | Atatürk Stadion, Bursa        | csoportmérkőzés (F. csoport) | Új-Zéland–Uruguay         | 0 – 2    | 3393        |
| 2013. július 2   | Kamil Ocak Stadion, Gaziantep | egyik nyolcaddöntő           | Franciaország–Törökország | 4 – 1    | 14 800      |

---
A 2006-os labdarúgó-világbajnokságos, a 2010-es labdarúgó-világbajnokságon valamint a 2014-es labdarúgó-világbajnokságon a FIFA JB bíróként alkalmazta. Selejtező mérkőzéseket az UEFA, a rájátszásban a CONCACAF/COMNEBOL zónában vezetett. 2008-ban a FIFA JB bejelentette, hogy 2010-ben a Dél-afrikai rendezésű labdarúgó világbajnokság egyik kijelölt játékvezetője. A FIFA JB 2010. február 5-én kijelölte a (június 11.-július 11.) közötti dél-afrikai világbajnokságon közreműködő harminc játékvezetőt, akik Kassai Viktor és 28 társa között ott volt a világtornán. Az érintettek március 2-6. között a Kanári-szigeteken vettek részt szemináriumon, ezt megelőzően február 26-án Zürichben orvosi vizsgálaton kellett megjelenniük. Az ellenőrző vizsgálatokon megfelelt az elvárásoknak, így a FIFA Játékvezető Bizottsága delegálta az utazó keretbe. Világbajnokságon vezetett mérkőzéseinek száma: 3.

##### 2006-os labdarúgó-világbajnokság
| Időpont             | Helyszín                     | Mérkőzés típusa           | Mérkőzés                   | Eredmény | Nézők száma |
| ------------------- | ---------------------------- | ------------------------- | -------------------------- | -------- | ----------- |
| 2005. június 4.     | Tofik Bahramov Stadion, Baku | előselejtező (6. csoport) | Azerbajdzsán–Lengyelország | 0 – 3    | 10 458      |
| 2005. szeptember 3. | A. Le Coq Stadion, Tallinn   | előselejtező (3. csoport) | Észtország–Lettország      | 2 – 1    | 8970        |

##### 2010-es labdarúgó-világbajnokság

###### Selejtező mérkőzés
| Időpont             | Helyszín                                              | Mérkőzés típusa           | Mérkőzés                                               | Eredmény | Nézők száma |
| ------------------- | ----------------------------------------------------- | ------------------------- | ------------------------------------------------------ | -------- | ----------- |
| 2008. szeptember 6. | Qemal Stafa Stadion, Tirana                           | előselejtező (1. csoport) | Albánia–Svédország                                     | 0 – 0    | 13 522      |
| 2009. április 1     | AXA Stadion, Prága                                    | előselejtező (3. csoport) | Csehország–Szlovákia                                   | 1 – 2    | 14 956      |
| 2009. szeptember 9. | Wembley Stadion, London                               | előselejtező (6. csoport) | Angol labdarúgó-válogatott–Horvát labdarúgó-válogatott | 5 – 1    | 87 319      |
| 2009. november 14.  | Ricardo Saprissa Aymá Stadion, San José de Costa Rica | rájátszás                 | Costa Rica–Uruguay                                     | 0 – 1    | 19 500      |

###### Világbajnoki mérkőzés
| Időpont          | Helyszín                               | Mérkőzés típusa              | Mérkőzés                               | Eredmény | Nézők száma |
| ---------------- | -------------------------------------- | ---------------------------- | -------------------------------------- | -------- | ----------- |
| 2010. június 18. | Nelson Mandela Stadion, Port Elizabeth | csoportmérkőzés (D. csoport) | Németország–Szerbia                    | 0 – 1    | 38 294      |
| 2010. június 25. | Mbombela Stadion, Mbombela             | csoportmérkőzés (G. csoport) | Észak-Korea–Elefántcsontpart           | 0 – 3    | 34 763      |
| 2010. június 28. | Moses Mabhida Stadion, Durban          | egyik nyolcaddöntő           | Hollandia–Szlovák labdarúgó-válogatott | 2 – 1    | 61 962      |

##### 2014-es labdarúgó-világbajnokság

###### Selejtező mérkőzés
| Időpont              | Helyszín                         | Mérkőzés típusa           | Mérkőzés                           | Eredmény | Nézők száma |
| -------------------- | -------------------------------- | ------------------------- | ---------------------------------- | -------- | ----------- |
| 2012. szeptember 11. | Baldvin király Stadion, Brüsszel | előselejtező (A. csoport) | Belgium–Horvátország               | 1 – 1    | 39 987      |
| 2013. március 22     | Friends Stadion, Solna           | előselejtező (C. csoport) | Svéd labdarúgó-válogatott–Írország | 0 – 0    | 49 436      |
| 2013. szeptember 6   | Nemzeti Stadion, Bukarest        | előselejtező (D. csoport) | Románia–Magyarország               | 3 – 0    | 41 405      |
| 2013. október 11     | Wembley Stadion, London          | előselejtező (H. csoport) | Anglia–Montenegró                  | 4 – 1    | 83 807      |
| 2013. november 15.   | Laugardalsvöllur, Reykjavík      | rájátszás                 | Izland–Horvát labdarúgó-válogatott | 0 – 0    | 9767        |

#### Labdarúgó-Európa-bajnokság
A 2005-ös U19-es labdarúgó-Európa-bajnokságon az UEFA JB bíróként vette igénybe szolgálatát.
| Időpont          | Helyszín              | Mérkőzés típusa              | Mérkőzés                          | Eredmény |
| ---------------- | --------------------- | ---------------------------- | --------------------------------- | -------- |
| 2005. július 18. | Városi Stadion, Newry | csoportmérkőzés (A. csoport) | Szerbia és Montenegró–Németország | 4 – 2    |
| 2005. július 23. | Városi Stadion, Newry | csoportmérkőzés (B. csoport) | Anglia–Norvégia                   | 3 – 2    |

---
A 2006-os U21-es labdarúgó-Európa-bajnokságon az UEFA JB játékvezetőként foglalkoztatta.
| Időpont         | Helyszín                               | Mérkőzés típusa              | Mérkőzés                                                                          | Eredmény |
| --------------- | -------------------------------------- | ---------------------------- | --------------------------------------------------------------------------------- | -------- |
| 2006. május 25. | D. Afonso Henriques Stadion, Guimarães | csoportmérkőzés (A. csoport) | Franciaország–Németország                                                         | 3 – 0    |
| 2006. május 29. | Városi Stadion, Águeda                 | csoportmérkőzés (B. csoport) | Dánia–Ukrajna                                                                     | 1 – 2    |
| 2006. június 1. | Városi Stadion, Braga                  | egyik elődöntő               | Francia U21-es labdarúgó-válogatott–Holland U21-es labdarúgó-válogatott Hollandia | 2 – 3    |

---
A 2008-as labdarúgó-Európa-bajnokságon, a 2012-es labdarúgó-Európa-bajnokságon valamint a 2016-os labdarúgó-Európa-bajnokságon az UEFA JB játékvezetőként foglalkoztatta.

##### 2008-as labdarúgó-Európa-bajnokság
| Időpont           | Helyszín                 | Mérkőzés típusa           | Mérkőzés                                    | Eredmény | Nézők száma |
| ----------------- | ------------------------ | ------------------------- | ------------------------------------------- | -------- | ----------- |
| 2006. október 7.  | Steaua Stadion, Bukarest | előselejtező (G. csoport) | Román labdarúgó-válogatott–Fehéroroszország | 3 – 1    | 12 000      |
| 2007. március 28. | Központi Stadion, Kielce | előselejtező (A. csoport) | Lengyelország–Örményország                  | 1 – 0    | 15 000      |

##### 2012-es labdarúgó-Európa-bajnokság
| Időpont             | Helyszín                   | Mérkőzés típusa           | Mérkőzés                                             | Eredmény | Nézők száma |
| ------------------- | -------------------------- | ------------------------- | ---------------------------------------------------- | -------- | ----------- |
| 2010. október 12.   | Dubňom Stadion, Žilina     | előselejtező (B. csoport) | Szlovák labdarúgó-válogatott–Ír labdarúgó-válogatott | 1 – 1    | 10 892      |
| 2011. szeptember 6. | Ernst Happel Stadion, Bécs | előselejtező (A. csoport) | Ausztria–Törökország                                 | 0 – 0    | 47 500      |
| 2011. október 11.   | Népstadion, Budapest       | előselejtező (E. csoport) | Magyar labdarúgó-válogatott–Finnország               | 0 – 0    | 25 169      |

##### 2016-os labdarúgó-Európa-bajnokság
| Időpont           | Helyszín                       | Mérkőzés típusa           | Mérkőzés                             | Eredmény | Nézők száma |
| ----------------- | ------------------------------ | ------------------------- | ------------------------------------ | -------- | ----------- |
| 2014. október 14. | Nemzeti Stadion (Varsó), Varsó | előselejtező (D. csoport) | Lengyel labdarúgó-válogatott–Skócia  | 2 – 2    | 55 197      |
| 2015. június 14.  | Stožice Stadion, Ljubljana     | előselejtező (E. csoport) | Szlovénia–Angol labdarúgó-válogatott | 2 – 3    | 15 796      |
| 2015. október 10. | Bilino polje Stadion, Zenica   | előselejtező (B. csoport) | Bosznia-Hercegovina–Wales            | 2 – 0    | 10 250      |

#### Nemzetközi kupamérkőzések

##### Interkontinentális kupa
| Időpont            | Helyszín                | Mérkőzés típusa | Mérkőzés                         | Eredmény | Nézők száma |
| ------------------ | ----------------------- | --------------- | -------------------------------- | -------- | ----------- |
| 2008. december 17. | Olimpiai Stadion, Tokió | egyik elődöntő  | Club de Fútbol Pachuca–LDU Quito | 0 – 2    | 33 366      |

###### Orosz bajnoki döntő
| Időpont             | Helyszín                   | Mérkőzés típusa | Mérkőzés                              | Eredmény | Nézők száma |
| ------------------- | -------------------------- | --------------- | ------------------------------------- | -------- | ----------- |
| 2007. szeptember 2. | Luzsnyiki Stadion, Moszkva | döntő           | FK Szpartak Moszkva–PFK CSZKA Moszkva | 1 – 1    | 65 000      |

## Szakmai sikerek
- a Premio Don Balón (spanyol sport magazin) díját, az Év Játékvezetője címet 2005-ben és 2007-ben,
- a Primera División legjobb játékvezetőjeként az Arany Whistle trófeát 2006-ban kapta,
- a Guruceta kupát, mint a legjobb játékvezető 2007-ben és 2010-ben kapta,
- a Vicente Acebedo kupát (a Spanyol Labdarúgó-szövetség kupája), mint a legjobb játékvezető  2009-ben és 2010-ben kapta